# Žitkovci
Žitkovci is een plaats in Slovenië en maakt deel uit van de gemeente Dobrovnik in de NUTS-3-regio Pomurska. De plaats telde 113 inwoners op 1 januari 2020.